# Thure Ludwig Theodor Kumlien
Pour les articles homonymes, voir Kumlien.
Thure Ludwig Theodor Kumlien est un ornithologue américain d’origine suédoise, né le 9 novembre 1819 à dans la paroisse d'Herrlunda dans le Västergötland (Suède) et mort le 5 août 1888 à Milwaukee.

## Biographie
Son père est quartier-maître dans l’armée et possède plusieurs grandes propriétés. Il est le plus âgé des quatorze enfants de la famille. Après une première scolarité auprès d’un précepteur, il entre au gymnasium de Skara et est diplômé à l’université d'Uppsala en 1843. Il s’intéresse activement à l’histoire naturelle et collecte de nombreux spécimens, notamment dans les îles de la mer Baltique qu’il envoie à Hermann Schlegel (1804-1884) de Leyde, à Wilhelm Peters (1815-1883) de Berlin, Carl Jakob Sundevall (1801-1875) de Stockholm, à John Cassin (1813-1869) de Boston parmi d’autres correspondants.
C’est accompagné par sa fiancée, Margaretta Christina Wallberg et de sa sœur, que Thure Kumlien émigre en Amérique en 1843. Le jeune couple s’installe à Milwaukee et s’y marie peu après. Kumlien acquiert quelques terres près de là et consacre son temps libre à l’étude de la nature environnante, notamment les plantes, les oiseaux et les insectes. Il constitue un riche herbier et une collection d’oiseaux importante. Il entre dans la Boston Society of Natural Sciences en 1854. Kumlien envoie des spécimens récoltés en Amérique, notamment à Elias Magnus Fries (1794-1878) d’Uppsala. Ce dernier lui dédiera d’ailleurs une espèce, Aster Kumlienii, en 1860. Il envoie aussi des oiseaux à Thomas Mayo Brewer (1814-1880) et correspond aussi avec Spencer Fullerton Baird (1823-1887), Edward Augustus Samuels (1836-1908), etc. Malgré la reconnaissance et l’estime des scientifiques qui lui achètent des spécimens, il vit dans une situation financière très difficile.
De 1867 à 1870, Kumlien enseigne la botanique et la zoologie, mais aussi les langues étrangères, à l’Albion College à Albion (comté Dane, Wisconsin). Il obtient un emploi pour l’État du Wisconsin pour récolter des spécimens pour l’université de Madison et l’École normale. Les collections de l’université sont détruites dans un incendie en 1884.
De 1881 à 1883, il est employé par la Wisconsin Natural History Society, puis à partir de 1883 et jusqu’à sa mort, il est taxidermiste pour le muséum de Milwaukee (en). Il devient membre de l’American Ornithologists' Union l’année même de sa création (1883). Sa mort est probablement due à la manipulation des substances toxiques qu’il utilise pour la conservation des peaux d’oiseaux.
C’est lui qui forme son fils, Aaron Ludwig Kumlien (1853-1902), ornithologue, ainsi qu’Edward Lee Greene (1843-1915), botaniste. Personnage très discret, Thure Kumlien, est considéré par Louis Agassiz (1807-1873) comme la meilleure autorité de son pays en matière de reconnaissance des nids d’oiseaux.
William Brewster dédie à lui ou son fils, Ludwig Kumlien (ce n'est pas clair,,, mais probablement ce dernier, v. extrait de The Wilson Bulletin, 49 (2)) en 1883 le Goéland de Kumlien Larus glaucoides kumlieni, à partir d'un spécimen récolté par Kumlien dans l'Arctique canadien (détroit de Cumberland, 14 juin 1878).

## Source
- (en) H.J. Taylor (1936). « Thure Ludwig Theodor Kumlien », Wilson Bulletin (Wilson Ornithological Society) (The), 48 (2) : 86-93.  (ISSN 0043-5643)